# Bezlésnaia
Bezlésnaia (en rus: Безлесная) és un poble (un possiólok) de l'óblast de Vladímir, a Rússia, segons el cens del 2012 tenia 20 habitants. Pertany al districte municipal de Múrom.